# 応保
応保（、おうほ、旧字体：應保）は、日本の元号の一つ。永暦の後、長寛の前。1161年から1163年までの期間を指す。この時代の天皇は二条天皇。

## 改元
- 永暦2年9月4日（ユリウス暦1161年9月24日） 天然痘の流行により改元
- 応保3年3月29日（ユリウス暦1163年5月4日） 長寛に改元

## 応保期におきた出来事
- 1161年（応保元）
  - 9月3日（9月23日） - 憲仁親王（後の高倉天皇）誕生。
  - 9月15日（9月23日） - 二条天皇が平時忠、平教盛、藤原成親、坊門信隆を解官。
- 1162年（応保2）
  - 1月28日（2月13日） - 重仁親王死去。
  - 3月 - 藤原経宗が阿波国から帰京を許される。
  - 6月 - 源資賢が二条天皇を賀茂社で呪詛したとして解官される。
  - 6月18日（7月13日） - 藤原忠実死去。
  - 6月23日 - 平時忠が資賢の呪詛に関与していたとして、出雲国に配流される。

## 西暦との対照表
※は小の月を示す。
| 応保元年（辛巳） | 一月      | 二月 | 三月※   | 四月 | 五月※ | 六月  | 七月※ | 八月※ | 九月  | 十月※ | 十一月  | 十二月※ |          |
| ---------------- | --------- | ---- | ------- | ---- | ----- | ----- | ----- | ----- | ----- | ----- | ------- | ------- | -------- |
| ユリウス暦       | 1161/1/28 | 2/27 | 3/29    | 4/27 | 5/27  | 6/25  | 7/25  | 8/23  | 9/21  | 10/21 | 11/19   | 12/19   |          |
| 応保二年（壬午） | 一月      | 二月 | 閏二月※ | 三月 | 四月  | 五月※ | 六月  | 七月※ | 八月※ | 九月  | 十月※   | 十一月  | 十二月※  |
| ユリウス暦       | 1162/1/17 | 2/16 | 3/18    | 4/16 | 5/16  | 6/15  | 7/14  | 8/13  | 9/11  | 10/10 | 11/9    | 12/8    | 1163/1/7 |
| 応保三年（癸未） | 一月      | 二月 | 三月※   | 四月 | 五月※ | 六月  | 七月※ | 八月  | 九月※ | 十月  | 十一月※ | 十二月  |          |
| ユリウス暦       | 1163/2/5  | 3/7  | 4/6     | 5/5  | 6/4   | 7/3   | 8/2   | 8/31  | 9/30  | 10/29 | 11/28   | 12/27   |          |